# Ліван на зимових Олімпійських іграх 1992
Ліван брав участь у Зимових Олімпійських іграх 1992 року в Альбервілі (Франція) удванадцяте за свою історію, але не завоював жодної медалі.